# Waśniów

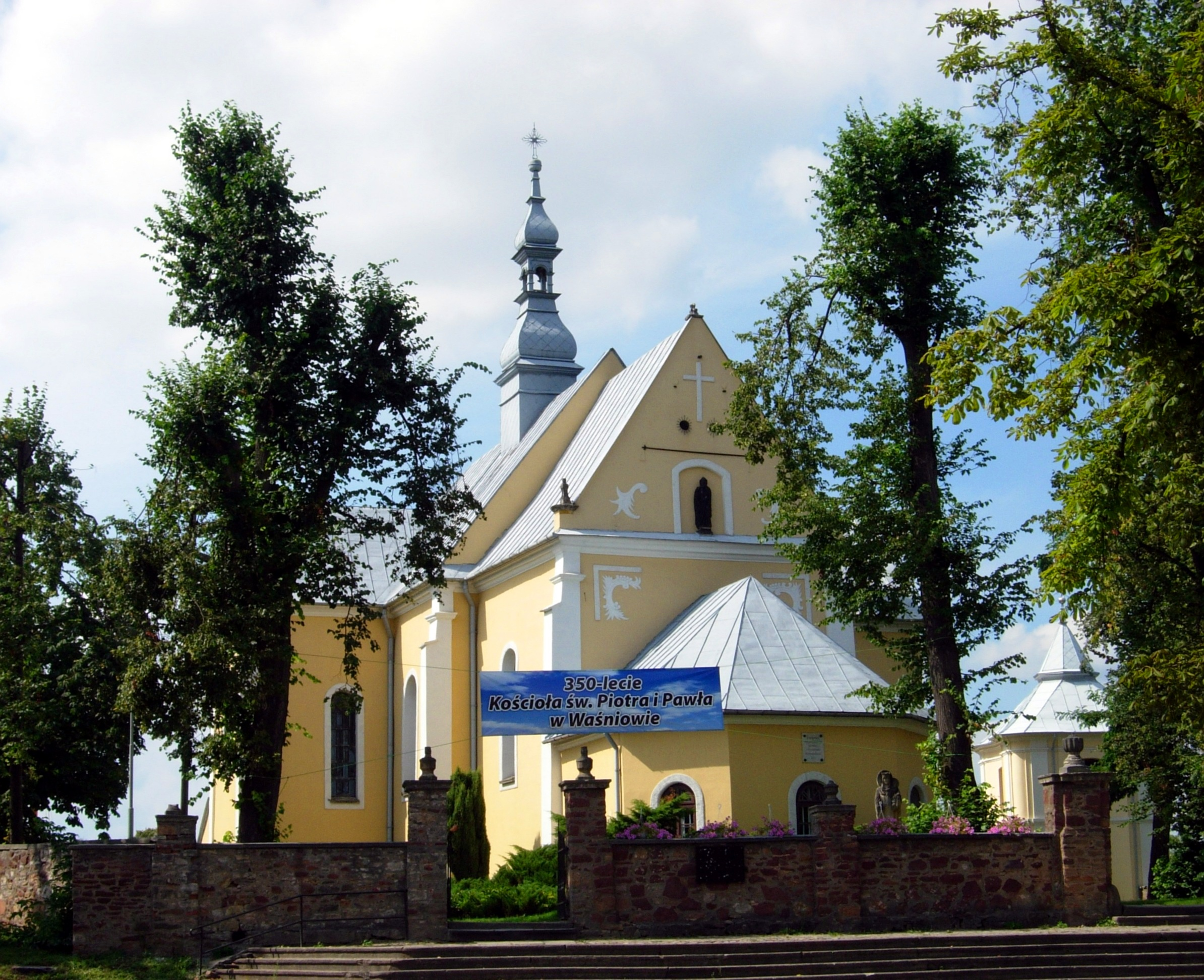
Kerk

Waśniów is een dorp in het Poolse woiwodschap Święty Krzyż, in het district Ostrowiecki. De plaats maakt deel uit van de gemeente Waśniów en telt 460 inwoners.